# Lluís Creixell
Lluís Creixell (Perpinyà, 25 de març de 1944 - Sant Cebrià de Rosselló, 18 de febrer de 1996) fou un lingüista, filòleg i sociolingüista rossellonès, autor del Diccionari bàsic francès-català (primera edició el 1974 per un col·lectiu amb Domènec Bernardó, Reinald Dedies i Bernat Riu i edicions posteriors pel sol Lluís Creixell: segona edició el 1975 i tercera edició ampliada el 1980, aquesta reeditada el 1981). Llicenciat en lletres a la Universitat de Montpeller, escriu diversos articles sobre llengua i sociolingüística en publicacions com Serra d'Or, La Falç o la revista rossellonesa Sant Joan i Barres i el diari nord-català L'Indépendant. Estudià els efectes de la diglòssia en la llengua catalana i proposà de continuar l'obra de depuració i de fixació de Pompeu Fabra, modernitzant-la amb un «aggiornamento raonable» aplicant solucions a la interferència lingüística del català, tant sota administració francesa com espanyola.
Traduí en llengua catalana per al partit nord-català Esquerra Catalana dels Treballadors (ETC) el pròleg que Jean-Paul Sartre havia escrit (Jean-Paul Sartre sobre la qüestió nacional basca) per al llibre de Gisèle Halimi El procés de Burgos (1973).

## Biografia
Fill d'una família originària de Palafrugell (Empordà) i Pals, va fer estudis de llengües (francès, castellà i català). L'octubre de 1968 presenta la seva memòria de màster Josep Bonafont. 1854-1935. Etude bio-bibliographique a la Universitat de Montpeller. No obtingué mai càtedra universitària i fou professor de català de secundària fins a la seva mort. La seva família ha conservat tots els seus arxius fins avui dia.

## El Diccionari bàsic francès-català
El Diccionari bàsic francès-català (Centre Pluridisciplinari d'Estudis Catalans, Perpinyà I974; 1981) de Lluís Creixell roman, encara avui dia, una obra de referència viva i precisa amb un acostament remarcable de les variants dialectals del Rosselló. Aquesta obra que conté 4000 entrades en la versió de 1974 és una vertadera presa de posició sobre la situació de la llengua a banda i banda dels Pirineus. A més de ser un bon diccionari del francès cap al català estàndard, acull els equivalents nord-catalans amb aportacions dialectals (tretes del DCVB o d'enquestes personals), aportacions literàries amb citacions i termes o locucions del català del període clàssic que proposa de tornar a posar en circulació. També recull els topònims i gentilicis internacionals així com els municipis nord-catalans amb llur pronunciació. Només cal fer una ullada a les pàgines 90-91 on tracta de la utilització dels verbs ser i estar per adonar-se del gran encert de les observacions de Lluís Creixell.
Molt original i útil, malgrat el seu caràcter «bàsic», conté molta informació sobre col·locacions i fraseologia. Incorpora solucions pròpies del rossellonès, proposa neologismes, amb la indicació «proposition», a partir de possibilitats compositives del català diferents de les que s'han considerat del català cispirinenc, que massa sovint adopta solucions calcades de les castellanes (com ara escombraneu pel francès chasseneige, en comptes de *llevaneu; o barri barraquer per bidonville) i no s'està de criticar les alternatives proposades per la llengua estàndard quan creu que són castellanismes (avenç pel francès avantgoût, en comptes de primer tast, car avenç significa 'progrés'). També denuncia alguns usos lingüístics pedants o esnobistes («au Principat certains plumitifs tendent à écrire le gallicisme “tout court" inconnu de la langue parlée; on notera qu'il est inutile», p. 110, art. 'court').

Exemple d'article:
putois a) fura f. (v. furet), b) pudent (R) m., c) espunyac m. (J. Miracle 'Diccionari cast.-cat./cat.-cast.'), d) putoi m. (langue classique, cf. DCVB), e) turó m. (GEC), castillanisme / nota : 'le putois' n'étant du point de vue zoologique qu'une variété de 'furet' fura peut convenir. En principe fura (= furet) s'applique à l'animal domestique tandis que putois est réservé à la variété sauvage. A Barcelone les avis sont partagés et certains zoologues pour la variété sauvage disent turó, simple adaptation du castillan turón (= putois) inclus par la GEC mais ignoré par le DCVB. J. Miracle ne donne aucune référence ou localisation géographique de espunyac (extension, etc.) que le DCVB ne relève pas. Toutefois J. Miracle étant un auteur sérieux (il a complété le DGLLC) espunyac doit etre pris en consdération. Pudent (= putois) est à côté de fura (= furet) usuel en R. Je l'ai relevé à Canet et à Céret. Veny i Clar m'informe que lors de ses enquêtes pour l'Atlas lingüístic del Domini Català il a relevé pudent à Salses, Saint-Cyprien, Formiguères, Porté. pudent à partir d'una base PUT- est une forme parallèle à l'occitan pudís, italien puzzola (= putois) (...).

## ArticleEl diccionari bàsic francès-catalàha paregut enTerres catalanesnúm. 16, 1974
Està en venda el fruit pacient i erudit de quatre joves nord-catalans, que porta el nom de «Diccionari bàsic francès-català». És un treball que honora llurs autors per la tenacitat, l'esforç, i la riquesa del seu contingut.
Hem ja dit, en aquestes columnes, tot el bé que pensem de l'elit capdavantera de la joventut nord-catalana. La parució d'aquesta obra prova que les nostres esperances no eren vanes.
Potser és, fins i tot, la primera volta que els autors d'un diccionari siguin minyons tan joves. Evidentment que un del grup ha contribuït més que els altres; sempre és així. Naturalment que no tot és perfecte, mes és perfectible puix que les errades i altres inatencions podran ésser corregides en una segona edició que el succés d'aquesta primera farà, esperem, parèixer força de pressa. Quan això sigui, som del parer que els autors podrien aportar certes modificacions:
- En l'introit, segona línia, diu «llengua a Rosselló». És sovint que hom empra la preposició a en lloc de l'article contractat al davant de Rosselló. L'ús de la preposició a és correcte per ésser emprat davant de noms geogràfics de països del gènere femení: A Franca, a Catalunya, etc. Mes, quan aquests noms són masculins, caldria sempre dir al Rosselló, al Canadà, etc.
- Els autors escriuen tantost ésser tantost ser. És sabut que ambdues formes són admeses. Mes, potser seria hora de circumscriure l'ús d'aquests dos vocables atribuint a cadascun una accepció ben determinada. Personalment sempre hem emprat ésser per l'infinitiu del verb. Potser caldria emprar ser i deixar ésser a l'ús exclusiu del substantiu: el fet d'existir, l'ésser humà, etc.
- En el fons de la pàgina 14 els autors escriuen «no es desenvolupi a través de miralls lingüístics». Aquest través, admés oficialment, seria, tanmateix mal ortografiat; pensem que caldria escriure «a travers», com anvers, revers, obvers, invers, Farners, Millars, Llinars, etc.
- Trobem molt encertada la proposició de «bústia postal» > en lloc d'«apartat de correus».
- Hom escriu text - textos ; perplex - perplexos; complex - complexos, etc. Al nostre entendre és una mala tendència la generalització de la qual podria frenar-se i escriure: texte - textes; perplex - perplexes; complex - complexes, etc.
- Vaivé - vaivens seria millor si hom pogués escriure va-i-ve / va-i-vens, com ho escriu cap al tard, Déu nos do, etc. I encara aniria més bé si hi hagués els guionets en tot mot compost de més de dos vocables: cap-al-tard, déu-nos-do, etc.
- Castellanoparlants, catalanoparlants els trobem encara pitjors que castellanòfons, catalanòfons, etc.; mes, com que el fet existeix cal bé atribuir-li un nom, el menys lleig.

## Article deJoan-Daniel Bezsonoffpublicat aL'Indépendantel 20.02.1996
Auteur d'un dictionnaire français-catalan Lluís Creixell n'est plus
Au nom de l'APLEC, Joan-Daniel Bezsonoff, professeur de langue catalane au lycée du Clos-Banet, communique : Lluís Creixell vient de mourir. Avec lui notre pays perd un grand linguiste. Natif de Sant Cebrià, il connaissait, dans ses moindres nuances la langue de son peuple. A la façon du vieux Frédéric Mistral, il conversait avec les humbles fidèles à leurs origines. Paysans, pêcheurs et maçons ne se doutaient pas que ce petit bonhomme, brun et timide, qui leur parlait avec une petite voix, donnait à leur langue l'éternité. Lluís Creixell, contre vents et marées publia en 1974 un Dictionnaire basique français-catalan qu'il étoffa en 1981.
Ce petit dictionnaire blanc et bleu, est le meilleur dictionnaire français-catalan. Il ne propose la traduction que de 4 000 mots (un dictionnaire comme le Petit Larousse en contient 40 000) mais ces 4 000 mots débouchent sur 10 000 termes catalans. Tous les mots fondamentaux de la langue française s'y trouvent traduits avec beaucoup de précision. Il suffit, par exemple, de lire les deux pages qu'il consacre à la traduction du verbe être ou encore au pronom relatif qui. Il y a d'autres dictionnaires français-catalan sur le marché. Un lecteur néophyte les croira plus complets. Il se trompe.
Lluís Creixell connaissait aussi bien le français que le catalan. Il lisait parfaitement le castillan, l'italien, le roumain et l'occitan. Sa formation de romaniste le prédisposait donc à écrire un dictionnaire fin, précis, vif, vivant, nuancé, grâce à l'accueil qu'il fait aux variantes dialectales du Roussillon.
En dehors de ses travaux universitaires appréciés par les meilleurs linguistes de Barcelone comme Joan Solà, Lluís Creixell transmettait son savoir aux élèves du lycée Jean-Lurçat.
Les amoureux des langues catalane et française se doivent de posséder ce dictionnaire dont on parlera encore dans cent ans...

## Articlein memoriamdeJoan-Daniel Bezsonoffpublicat aLa columnad'El Puntel 29.05.2001
Els anys passen i encara recordi quan vaig conèixer el malaguanyat Lluís Creixell a Montpeller. Mai com aquell dia vaig mesurar la diferència entre un home i la seua obra. Quan he tractat gent que admirava, sempre he estat un xic decebut.
Unes persones com Baltasar Porcel o Quim Monzó no m'han pas impressionat. He trobat més brillantor en la conversa d'en Patrick, forner a Aurenja, o d'en Philippe, policia a Niça, que no pas en la d'aquells grans intel·lectuals.
Amb en Lluís Creixell em va passar el mateix. Aquell home, baixet, tímid i sorrut, amb una veueta sempre desanimada, era l'autor del millor diccionari francès-català. Un diccionari extraordinari que m'ha fet passar moltes hores de delícia mentre esperava jo també de poder tornar al país. M'agradaria d'editar, algun dia, un volum de tots els seus articles així com el seu estudi apassionant sobre el català dels mitjans de comunicació. En Creixell era un erudit, un savi, un gran patriota...
El dia que el vaig conèixer, en Lluís em va confiar que havia escrit el diccionari que li hauria agradat de tenir. Per culpa del seu tarannà, en Creixell, conscient del valor del seu treball, havia vegetat en liceus de l'Alt Llenguadoc, on el van martiritzar generacions d'alumnes. Pensar que van gosar suspendre aquest gran lingüista a la ratlla dels cinquanta unes quantes persones que tenen un coneixement de la llengua catalana molt relatiu. Seria massa fàcil de parlar de llur comportament estrany durant l'anomenat afer Tirach... Res de nou sota la capa del sol. Mozart en el seu temps fou enterrat com un ca dins la fossa comuna mentre uns musicastres aduladors culejaven a la cort de Schonnbrünn rient de les gracietes del kàiser. En Lluís Creixell va morir, amargat i desesperat, i els reis del nostre petit món continuen congratulant-se i promovent-se mútuament parlant català quan es tracta de pidolar subvencions pels passadissos del palau de la Generalitat...

## Article «Catalunya Nord: Ja tenim elDictionnaire Français-Catalan» deMiquel Mayolpublicat aVilawebel 28.06.2007
En fi, ho tenim.
Què? El diccionari! Millor dit: el "Dictionnaire français-catalan" d'en René-Renat Botet i d'en Christian-Cristià Camps (el nom dels autors és en francès en aquesta obra, però era en català en el "Diccionari català francès d'expressions, locucions i refranys"...). En pocs anys gràcies a aquests autors el patrimoni lexicogràfic rossellonès ha fet un salt qualitatiu considerable.
Fins ara fora del treball volgudament modest del malaguanyat Lluís Creixell ("el petit diccionari") poca cosa teníem. La mort prematura d'aquell excel·lent filòleg ens va privar de l'obra que segurament ens hauria donat i que tant nos feia falta. I tant els "Castellanos" com últimament el "Compact Larousse", tot i els llurs mèrits, no donaven l'abast. Sembla que a Barcelona no s'hagin adonat encara que només filòlegs d'aquesta terra, filòlegs que hagin mamat les dues llengües i cultures, poden plenament dur a terme una tal obra.
Renat Botet i Cristià Camps n'acaben de fer la demostració. Cal saludar també la casa editorial de Perpinyà "El trabucaire" per aquest treball i per les anteriors, com per exemple el magnífic "Vocabulari rossellonès" de Renat Botet.
Crec de debò que de la mateixa manera que parlem de l'Alcover-Moll parlarem d'ara endavant del Botet-Camps. Vull dir amb això que durant una o dues generacions aquesta serà l'obra de referència per les traduccions del francès al català.
La casualitat ha fet que pocs dies abans que sortís el Botet-Camps hagi volgut traduir al català el Preàmbul d'una novel·la d'en Gérard Raynal titulada: "Quand le vin est tiré..." Com traduir aquell títol?. Cap dels diccionaris que tenia no em donava la solució. Eri ben conscient que la traducció literal no era possible. Pensant que potser aquesta dita era treta de la Bíblia he repassat el llibre dels proverbis. Pena perduda (nota del wiki-articulista: en català es diu : "En va/Debades"). He trobat la solució en el Botet-Camps
La solució o potser l'absència de solució. A l'article "Vin" els nostres autors donen la correspondència catalana d'una bona vintena d'expressions víniques. Ex.: per "toucher des pots de vin" donen "sucar-hi" i per la nostra dita: "el que està fet ja està fet" o "som al ball i hem de ballar". Com que la novella d'en Raynal té per tema major la revolta dels vinyaters del "Midi" el 1907 és evident que l'expressió catalana equivalent no té la pertinència del francès. En aquest cas, gràcies al Botet-Camps s'arriba a la conclusió que el que convé no és pas traduir si no trobar en català un títol tan escaient com el francès. (nota del wiki-articulista: aquesta imatge bíblica (?) es podria dir, perdent-ne la metàfora : "Quan s'ha destapat l'ampolla (cal beure'n el vi)" i potser "Quan el vi s'ha tirat...")
Fins ara no l'he sabut trobar. Si qualcú té una idea....

## Article aSt-Cyp info, hivern 2006/2007[5]
A Sant Cebrià també podem ser orgullosos de ser catalans. Rossellonesos de soca-rel, descendents de refugiats polítics (cal no oblidar el sinistre camp de la platja de 1939), migrants econòmics o catalans d'adopció i de cor, sem d'aquí. El professor Lluís Creixell, desaparegut l'any 1996, era ell també de Sant Cebrià. Fill d'una família originària de Palafrugell (Empordà) va fer estudis de llengües (francès, espanyol, català) i és l'autor d'un diccionari bàsic francès-català que queda una obra de referència viva i precisa amb un acostament remarcable de les variants dialectals del Rosselló. A Sant Cebrià, discutia amb tothom : pescaires, pagesos, peirers… Pensem que la vila de Sant Cebrià no ha d'oblidar Lluís Creixell i perquè pas donar el seu nom a un lloc públic en homenatge al remarcable lingüista.